# Ring van het leven

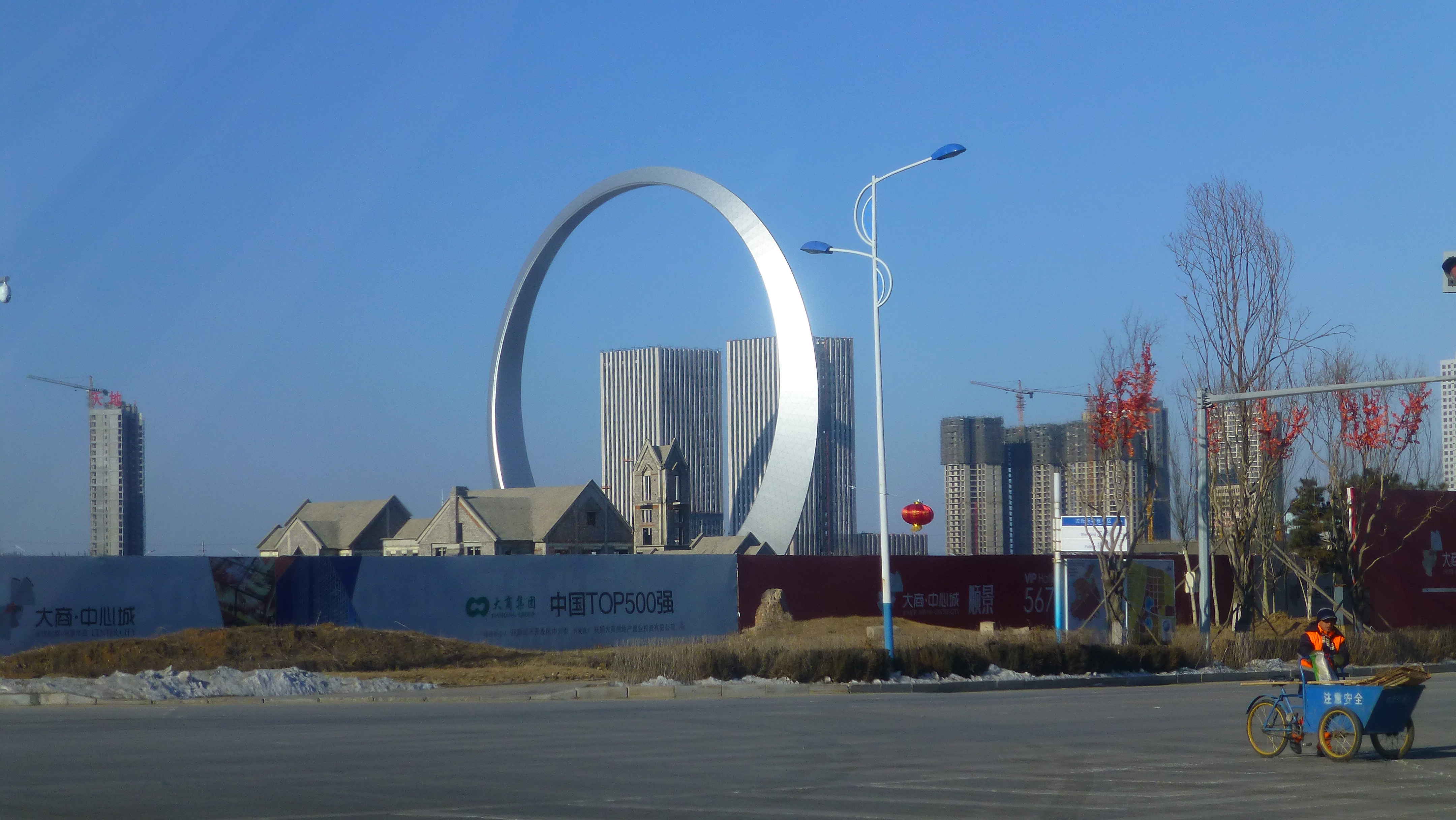
Ring van het leven in 2014.

De Ring van het leven of  Ring of Life, is een monument van 157 meter in de Chinese stad Fushun.
Bovenaan is een observatiedek dat bereikbaar is via een lift. 
De constructie heeft 3000 ton staal gevergd en is afgewerkt met 12000 led-lichtjes.
Het monument wordt in één adem genoemd met de Gateway Arch in Saint Louis (Missouri). Volgens het Fushun Construction Bureau stelt de Ring een ronde hemel voor, met een pad dat naar een paradijs in de hemel leidt.